# Světelný meč

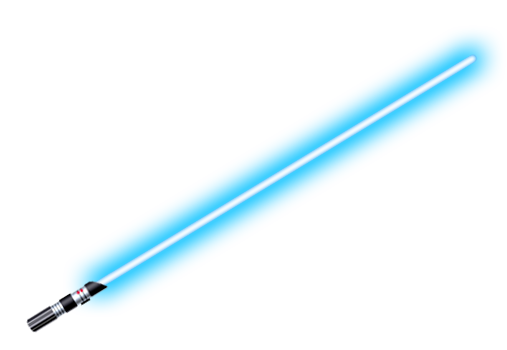
Světelný meč Jediů

Světelný meč (anglicky lightsaber) je fiktivní zbraň z filmů, seriálů, literárních příběhů a PC her vesmíru Star Wars. Jedná se o futuristickou verzi klasického meče, která má místo kovové čepele proud jasně zářící bílé energie obklopené barevnou korónou (vzhledem připomíná barevnou zářivku). Samotný meč tvoří asi 20 cm dlouhý kovový jílec, který ukrývá zařízení emitující energetický paprsek čepele.
Světelný meč může odrážet střely z blasterů a útoky druhého světelného meče. Čepel projde téměř každým materiálem kromě čepele jiného světelného meče, střely z blasteru nebo několika vzácných materiálů, např. kůže některých vzácných živočichů nebo různých kovů phriku, cortosisu, mandalorianské oceli beskar, ze které je vyrobeno jejich brnění, které vlastní například Jango Fett nebo jeho syn Boba Fett.
Světelný meč je původním vynálezem Sithů, ale převzali ho od nich Jediové. Tradičně si za pomoci Síly během meditace svůj meč vyrábí každý Jedi nebo Sith sám. Jediové to v dobách Galactické republiky dělali na k tomu určené vesmírné lodi, kde meč vyráběli z mnoha různých dílů, které zde byly uskladněny. S výběrem součástek a návrhem designu pomáhal speciální droid jménem Huyang, který měl v paměti všechny Jedii vyrobené meče za tisíce let.

## Barvy
Podle původní vize, viděné pouze v prvních dvou dílech původní trilogie, existovaly světelné meče ve dvou barevných variantách: červené pro záporné Sithy a modré pro kladné Jedie. Ovšem ve třetím díle originální trilogie přibyla zelená (z filmových důvodů, kvůli kontrastu proti modré obloze při kterém by byl modrý meč málo výrazný). Později (v PC hrách, dalších dílech filmové série a seriálech) se objevilo mnoho dalších barevných variant (žlutá, oranžová, černá, zlatá, fialová, bílá...).
Barvu meče ovlivňuje kyber krystal, usazený uvnitř rukojeti, který usměrňuje energii emitovanou uvnitř meče do čepele o délce do jednoho metru. Pro získání karmínově rudé barvy musí Sith ukrást meč Jedie a jeho krystal z něj vyndat, ten následně pomocí meditace přinutí odklonit se ze své přirozené světlé strany Síly na temnou, tzv. nechá krvácet. Tyto krystaly se nacházejí ve volné přírodě na mnoha světech, ale v Expanded Universe jdou i velmi složitým způsobem vytvářet synteticky. Například sithští lordi si své červené krystaly v sithských mečích vytváří většinou uměle.

## Provedení
Běžnou verzí je „klasický“ meč s čepelí na jednom konci, v průběhu historie od vzniku prvních světelných mečů však vzniklo mnoho různých modifikací. Existuje i vzácně se vyskytující varianta (používána většinou jen do jedné ruky) u které je rukojeť mírně zahnutá, takže se pohodlně drží a dovoluje provádět velmi efektní triky a výpady. Tento typ meče používal např. Hrabě Dooku alias Darth Tyranus nebo jeho učednice Asajj Ventress. Ventress používala hned dva takovéto meče, navíc si je mohla spojit dohromady a vytvořit tak poslední variantu – oboustranný meč (kvůli zahnutým rukojetím je pak celková spojená rukojeť mírně esovitě zakřivená). A tak se dostáváme k další – poměrně vzácné modifikaci. A tou je oboustranný světelný meč, který emituje hned dvě čepele s obou konců rukojeti. S touto modifikací přišel mocný sithský lord a bývalý Jedi jménem Exar Kun. Z toho důvodu oboustranný meč vešel obecně ve známost jako sithská zbraň (používal ho i např. Darth Maul ve Skryté hrozbě), ale používali ho i někteří rytíři Jedi. Poslední variantou je krátký světelný meč, jeho nejznámějším uživatelem byl Freedon Nadd. V sedmé epizodě Star Wars: Síla se probouzí, se setkáváme s další verzí světelného meče, který se nejvíce podobá středověkým mečům. Meč se skládá z rukojeti a z ní vycházející směrem vzhůru čepele a dalších dvou paprsků namísto křížové záštity. Tvarem se potom nejvíce podobá obrácenému kříži (†). Tento meč si sám vyrobil a používal vnuk Darth Vadera, [Kylo Ren], potomek Hana Sola a princezny (později generálky) Leiy v již zmíněné sedmé epizodě.